# Vesuvio (navire)
Le Vesuvio est un navire de la ligne de classe Bucentaure de la Marine royale du royaume des Deux-Siciles, acquis plus tard comme frégate par la Marine royale italienne. Initialement un navire français, la construction commence en août 1812, mais les travaux sont arrêtés ; et le navire est transféré au royaume de Naples en 1813.

## Construction
Construit en 1812-1825 dans le chantier naval de Castellammare di Stabia pour la Marine Royale du royaume des Deux-Siciles, le navire est à l'origine un navire français de la ligne de classe Bucentaure, cédé au royaume de Naples en décembre 1813. Il est lourdement armé de 87 canons répartis sur deux batteries couvertes et sur le pont, avec deux batteries couvertes et une découverte : 63 canons lisses de 24 livres, 4 obusiers Paixhans lisses de 80 livres, 4 obusiers lisses de 30 livres et 16 caronnades à âme lisse de 24 livres. La coque est construite en bois avec coque cuivrée, le navire a trois mâts pour voiles carrées. Le navire est le premier lancé par le chantier naval de Castellamare en présence du duc de Calabre et du prince de Salerne, héritier du royaume.

## Carrière
En septembre 1825, quelques mois seulement après son lancement, le Vesuvio est envoyé sous le commandement du capitaine Giuseppe De Blasi à Tripoli et à Tanger, où il effectue une démonstration contre les pirates barbaresques en Méditerranée. La même année, le navire transporte le nouveau roi des Deux-Siciles, François Ier, de Gênes à Naples.
Au cours de la décennie suivante, le navire est utilisé pour le transport de troupes sur la route Naples - Palerme et des voyages de formation pour les élèves-officiers.
En mars 1834, le Vesuvio est repris dans les chantiers de Castellammare et subit un carénage et calfeutrage complet, avec remplacement de quelques plaques de cuivre. Les travaux durent trois mois.
Le 10 mai 1843, 320 membres de l'équipage du navire contribuent, avec 2 200 autres hommes, à mettre en cale sèche le vieux navire Capri. Le 1er juillet 1843, le navire, sous le commandement du brigadier Raffaele De Cosa et transportant la princesse Thérèse-Christine des Deux-Siciles, épouse de l'empereur Pierre II du Brésil, quitte Naples pour Rio de Janeiro avec la frégate Amalia, navire du ligne Partenope, la frégate Queen Isabella et une division navale brésilienne commandée par l'amiral Di Teodoro Beaurepaire. Après avoir traversé l'équateur dans la nuit du 17 au 18 août dans des conditions de mer agitée, les navires sont arrivés dans la ville brésilienne le soir du 3 septembre. Elle reste à Rio pendant près d'un mois et demi pour assister aux célébrations en l'honneur de Thérèse-Christine et faire le plein de nourriture et d'eau. L'escadre repart plus tard le 15 octobre pour Naples, où elle arrive le soir du 24 décembre 1843, après 140 jours de navigation,. 
C'est la première traversée de l'Atlantique Sud par un convoi au cours duquel des observations sur le climat de la zone torride sont faites.
En octobre 1844, après avoir identifié une faille dans la proue du Vésuve, le navire, au lieu d'être démoli pour des réparations comme d'habitude (comme cela a été fait en 1834), a été mis en cale sèche au chantier naval de Castellammare.
Le 28 juillet 1845, escorté par une formation navale composée des frégates Reine Isabelle, Amalia et Partenope, de la corvette Cristina, et de l'aviso Delfino, il transporte à Palerme le roi de Naples, les comtes de Caserte et de Trapani et leur cour.
En janvier 1848, le Vésuve, sous le commandement du capitaine Giorgio Miloro, bombarde Palerme lors de la répression de l'insurrection sicilienne.
Le 14 août 1852, le navire, dont le commandant est alors le capitaine Louis Chrétien, est la première unité navale à être amenée dans la nouvelle cale sèche de l'Arsenal de Naples pour y être réaménagée. Son armement est légèrement réduit à 81 canons.
Le navire, désormais vieux et usé, ne joue aucun rôle dans les événements qui conduisent à la chute du royaume des Deux-Siciles et à l'unification de l'Italie. Après la prise de Naples, le 7 septembre 1860, le Vésuve fut désarmé sur les quais de la ville, et malgré le fait qu'il soit incorporporé formellement dans la nouvelle Marine royale italienne le 17 mars 1861 (maintenant reclassée en corvette et avec son armement réduit à 48 canons de 80 livres), il fut décidé que les conditions dans lesquelles se trouvait le navire vieillissant décourageaient l'idée de sa remise en service. Le Vesuvio est finalement radié en 1861 et le 9 juin de cette année remorqué à Pouzzoles par le bateau à roues à aubes Tancredi.
Après avoir été vendu aux enchères publiques, le Vésuve est démantelé le 3 janvier 1865.